# Landgericht Elbing

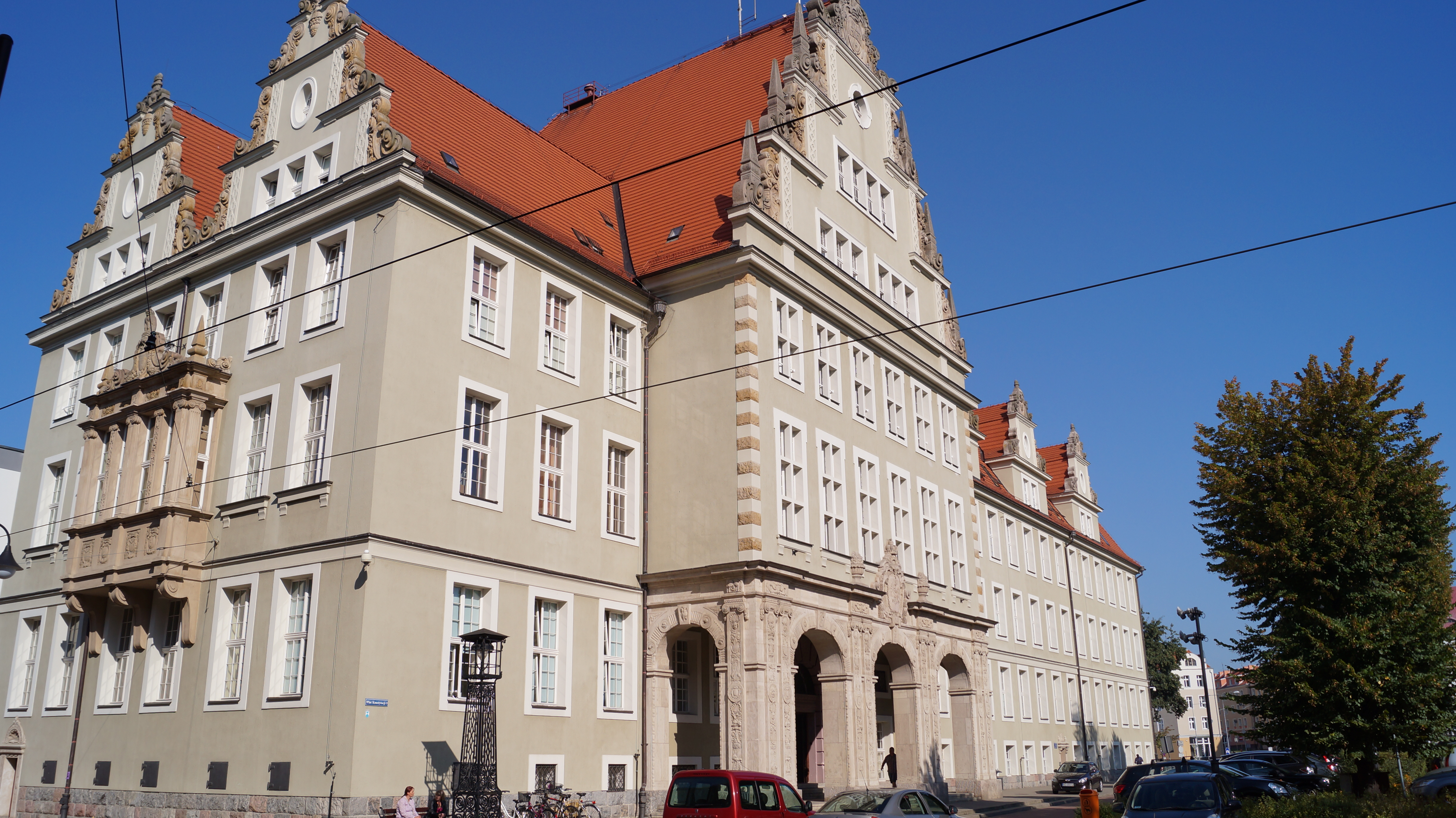
Amts- und Landgerichtsgebäude

Das Landgericht Elbing war ein preußisches Gericht der ordentlichen Gerichtsbarkeit im Bezirk des Oberlandesgerichtes Marienwerder mit Sitz in Elbing.

## Geschichte
Das königlich preußische Landgericht Elbing wurde mit Wirkung zum 1. Oktober 1879 als eines von fünf Landgerichten im Bezirk des Oberlandesgerichtes Marienwerder gebildet. Der Sitz des Gerichtes war Elbing. Das Landgericht war danach für die Stadt Elbing und die Kreise Elbing, Marienburg, Stuhm und Rosenberg zuständig. Ihm waren folgende acht Amtsgerichte zugeordnet:
| Amtsgericht               | Sitz          | Bezirk |
| ------------------------- | ------------- | --- |
| Amtsgericht Christburg    | Christburg    | aus dem Kreis Stuhm der Stadtbezirk Christburg und die Amtsbezirke Baumgarth, Bruch, Sparau, den Amtsbezirk Trankwitz ohne den Gemeindebezirk Polixen und der Gemeinde- und Gutsbezirk Groß-Teschendorf aus dem Amtsbezirk Stangenberg |
| Amtsgericht Deutsch Eylau | Deutsch Eylau | aus dem Kreis Rosenberg die Stadtbezirke Bischofswerder und Deutsch Eylau und die Amtsbezirke Freudenthal, Herzogswalde, Raudnitz, Stenkendorf, Stein und Tillwalde sowie Teile der Amtsbezirke Gulbien, Peterwitz, Stangenwalde und Peterkau |
| Amtsgericht Elbing        | Elbing        | die Stadt und der Kreis Elbing ohne die Teile, die dem Amtsgericht Tiegenhof zugeordnet waren |
| Amtsgericht Marienburg    | Marienburg    | der Kreis Marienburg ohne die Teile, die dem Amtsgericht Tiegenhof zugeordnet waren sowie aus dem Kreis Stuhm die Amtsbezirke Lichtfelde und Posilge und den Amtsbezirk Teschendorf ohne den Gemeindebezirk Grünhagen |
| Amtsgericht Riesenburg    | Riesenburg    | aus dem Kreis Rosenberg den Stadtbezirk Riesenburg und die Amtsbezirke Orkusch, Rohdau, Seeberg, Sonnenberg und Tromnau sowie Teile der Amtsbezirke Jauth und Pachutken |
| Amtsgericht Rosenberg     | Rosenberg     | der Kreis Rosenberg ohne die Teile, die den Amtsgerichten Deutsch Eylau und Riesenburg zugeordnet waren |
| Amtsgericht Stuhm         | Stuhm         | der Kreis Stuhm ohne die Teile, die den Amtsgerichten Christburg und Marienburg zugeordnet waren |
| Amtsgericht Tiegenhof     | Tiegenhof     | aus dem Kreis Elbing die Amtsbezirke Fürstenau, Grenzdorf und Jungfer sowie den Amtsbezirk Groß Mausdorf ohne den Gemeindebezirk Horsterbusch; aus dem Kreis Marienburg den Stadtbezirk Neuteich und die Amtsbezirke Baarenhof, Fürstenwerder, Ladekopp, Marienau, Neukirch, Neuteichsdorf, Petershagen, Ober-Scharpau, Nieder-Scharpau, Schöneberg, Tiegenhagen und Tiegenhof |

Der  Landgerichtsbezirk  hatte 1880 zusammen 219.370 Einwohner. Am Gericht war ein Präsident, 1 Direktor und 7 Richter tätig. Am Gericht war eine Kammer für Handelssachen mit zwei Handelsrichtern eingerichtet. Am Amtsgericht Rosenberg befand sich eine Strafkammer für die Amtsgerichte Rosenberg, Dt. Eylau, Stuhm und Riesenburg. Aufgrund des Versailler Vertrages erfolgte 1919 eine Aufteilung eines Teils des Landgerichtsbezirkes auf Polen und die Freie Stadt Danzig. Das Amtsgericht Tiegenhof wurde dem Landgericht Danzig unterstellt. Das Amtsgericht Marienwerder wurde vom Landgericht Graudenz zum Landgericht Elbing übertragen. Der bisher zum Amtsgericht Danzig gehörende Teil der Frischen Nehrung kam zum Amtsgericht Elbing. Diese Änderungen traten zum 1. Januar 1920 in Kraft. Im Jahre 1939 wurden Polen deutsch besetzt und die alte Gerichtsstruktur wurde wieder eingerichtet. Das Landgericht wurde nun dem Oberlandesgericht Danzig nachgeordnet. Das Landgericht Marienwerder wurde mit Wirkung zum 1. Januar 1943 als siebentes Landgerichten im Bezirk des Oberlandesgerichtes Danzig gebildet. Das Landgericht Elbing gab die Amtsgerichte Deutsch Eylau, Riesenburg und Rosenberg an das neue Landgericht ab.
Im Jahre 1945 wurden der Landgerichtsbezirk unter polnische Verwaltung gestellt und die deutschen Einwohner vertrieben. Damit endete auch die Geschichte des Landgerichtes Elbing und seiner Amtsgerichte. Nachfolger des Landgerichtes wurde das Sąd Okręgowy w Elblągu.

## Landesarbeitsgericht Elbing
Gemäß Arbeitsgerichtsgesetz vom 23. Dezember 1926 wurden in Deutschland Arbeitsgerichte gebildet. Diese waren nur in der ersten Instanz unabhängig, die Landesarbeitsgerichte waren den Landgerichten zugeordnet. Am Landgericht Elbing entstand so 1927 das Landesarbeitsgericht Elbing als eines von zwei Landesarbeitsgerichten im Bezirk des Oberlandesgerichtes Marienwerder. Dem Landesarbeitsgericht Elbing waren folgende Arbeitsgerichte zugeteilt: Arbeitsgericht Elbing, Arbeitsgericht Marienburg, Arbeitsgericht Marienwerder und Arbeitsgericht Rosenberg.
Nach der Besetzung Deutschlands durch die Alliierten 1945 endete auch die Arbeit des Landesarbeitsgerichtes Elbing.

## Landgerichtsgebäude
Das Landgerichtsgebäude wurde ursprünglich in den Jahren 1856–1858 für das Kreisgericht erbaut. Das Gebäude wurde später bis zur Bismarckstraße erweitert und als Amts- und Landgerichtsgebäude genutzt.

## Richter
- Otto Hunsche (Hilfsrichter ab 1938)
- Alfred Funk (Landgerichtsdirektor)